# Kuntur Wasi
Kuntur Wasi es un sitio arqueológico que data del Formativo Inferior, se encuentra ubicado en el centro poblado del mismo nombre, en la provincia de San Pablo, en el departamento de Cajamarca, en el Perú. «Kuntur Wasi» significa, en quechua, "casa del cóndor". Según el arqueólogo japonés, Yoshio Onuki, estudioso principal de este sitio arqueológico, Kuntur Wasi es una expresión prechavín pero que posteriormente posee una gran influencia no solo de Chavín sino también de Cupisnique, especialmente en la orfebrería y la cerámica.

## Fases de ocupación
Kuntur Wasi pasó por los siguientes periodos:
- Fase Ídolo (950-800 a. C.): construcción del centro ceremonial con pisos enlucidos con cal de color blanco. En esta fase hay una cierta relación con Huacaloma y Pacopampa.
- Fase Kuntur(800-550 a. C.): las estructuras de la fase Ídolo se cubrieron en su integridad y se inició la construcción de un nuevo complejo ceremonial en forma de U.  Se instauró lo que se ha denominado como Principio Constructivo Básico del Templo, compuesto de tres elementos: la construcción de la Plataforma Principal, de un Conjunto Arquitectónico Central del Templo y el establecimiento de un sistema de canales. Se desarrolla la cerámica fina y la orfebrería.
- Fase Copa (550-250 a. C.): modificación del complejo arquitectónico ceremonial: en la parte suroeste de la Plataforma Principal se construyó otro conjunto arquitectónico cuya orientación de muros difería respecto de la anterior, y al mismo tiempo, se creó un nuevo acceso en el lado suroeste del muro de contención de la Plataforma Principal. Durante la última subfase constructiva de la fase Copa, se abandonó el Principio Constructivo Básico del Templo. La Plaza Central y la Plaza Noreste, dos plazas importantes del centro ceremonial, fueron cubiertas y la mayoría de los canales dejaron de funcionar
- Fase Sotera (250-50 a. C.): existe una relación con la Fase Layzón del valle de Cajamarca. Corresponde a la decadencia de Kuntur Wasi: el centro ceremonial ya no era vigente.

## Descripción
Kuntur Wasi está construido en la cumbre de una colina conocida como La Copa, se compone de plataformas escalonadas, conjunto de cuartos cuadrangulares, plaza cuadrangular hundida con cuatro escaleras decoradas con monolitos en su último peldaño y estructuras funerarias...

## Hallazgos

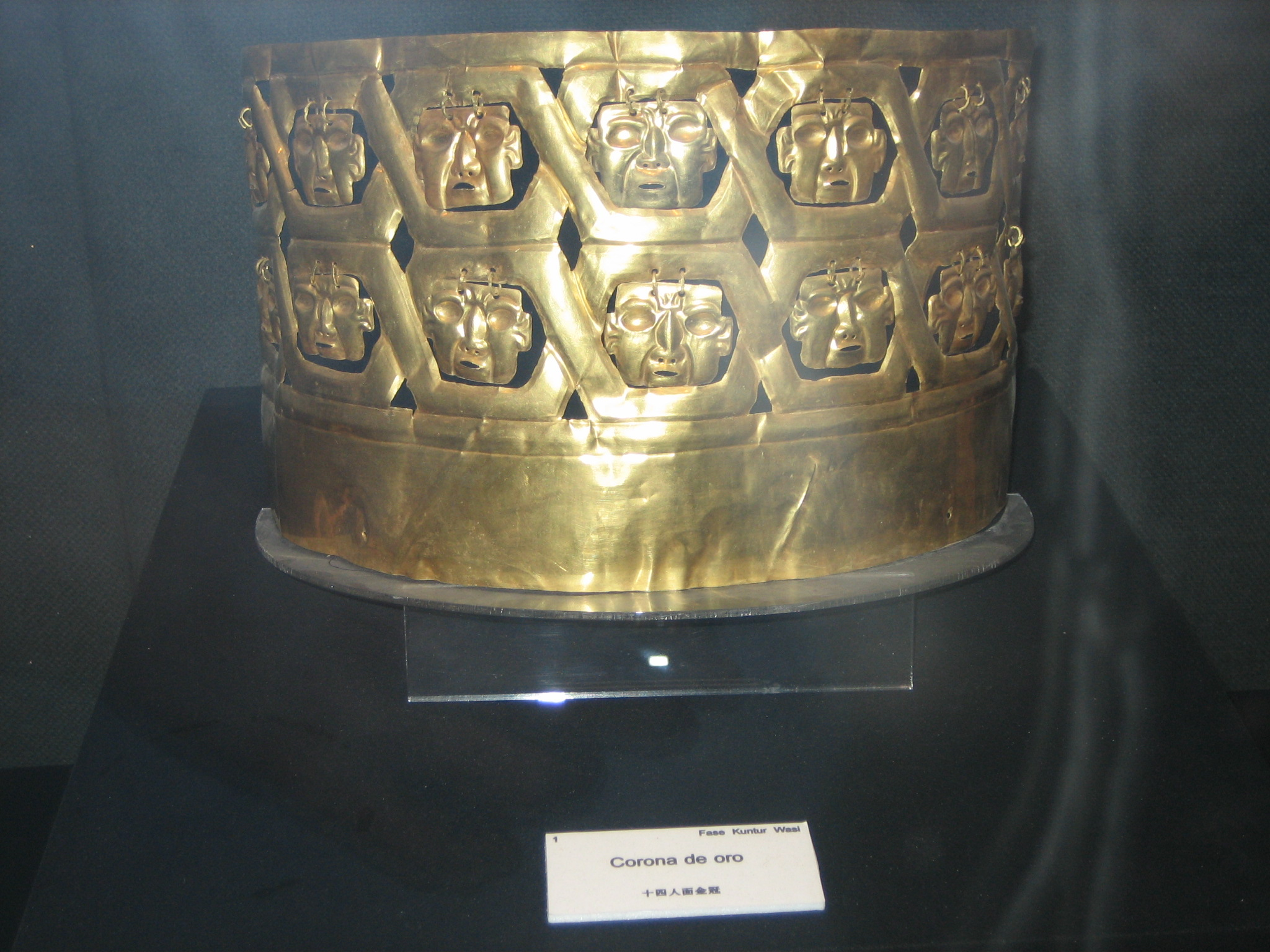
La corona de las catorce caras excavado de una de las tumbas de Kuntur Wasi. Fue parte del ajuar funerario de la élite gobernante.

Durante las excavaciones se hallaron cuatro tumbas en la primera plataforma principal, botellas con estribo, compoteras y cántaros de cerámica relacionada con Cupisnique además piezas de orfebrería que llevan elementos decorativos relacionadas con Chongoyape. En una de las tumbas se desenterró un personaje notable perteneciente a la casta sacerdotal en posición de cuclillas sobre un piso de cinabrio con una corona de oro laminar adornada con filas de siete caras colgantes, conocida como "la corona de las catorce caras". En otra tumba restos de un hombre joven con orejeras con discos de oro y cuentas líticas. La tercera tumba contenía una corona de oro, dos pectorales rectangulares todos decorados con motivos repujados de jaguar, un pectoral en forma de H y un pectoral con un motivo mitológico. Por último los restos de una anciana acompañada con 7000 cuentas de piedra y concha y 21 láminas de oro y plata en forma de ave.

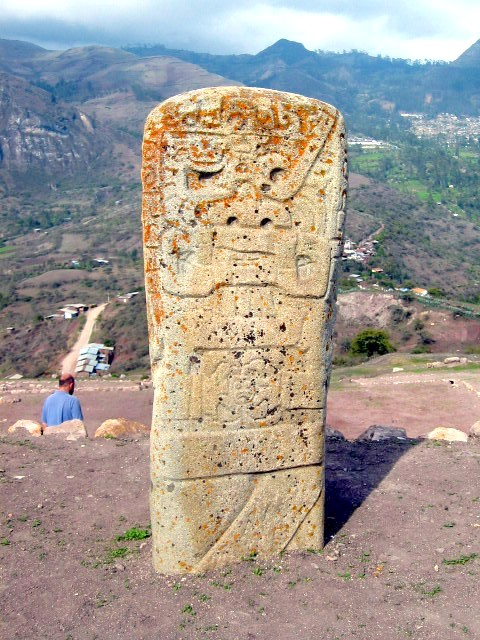
Monolito chavín en una de las plataformas de Kuntur Wasi.